# یوهان رنک
بو یوهان رنک (متولد ۵ دسامبر ۱۹۶۶) یک کارگردان سوئدی نماهنگ، تلویزیون و فیلم و بین سال‌های ۱۹۹۱  تا ۲۰۰۲ یک خواننده و ترانه‌نویس بوده. 

## زندگی‌نامه
رنک در ۵ دسامبر ۱۹۶۶ در اوپسالا سوئد متولد شد.
پدر او دکتر و استاد دانشگاه هانس رنک و مادر او پرستار مارینا کیلبرگ است. او با الین رنک ازدواج کرده و دارای ۳ فرزند است. رنک دارای مدرک تحصیلی از اقتصاد دانشکده اقتصاد استکهلم است.

## حرفه

### موسیقی
ساکا بو در سال ۱۹۹۳ یک ترانه موفق با نام " Here We Go " منتشر کرد که در رتبه ۱۳ام جدول تک‌آهنگ‌های بریتانیا قرار گرفت.

### فیلم و تلویزیون
در سال ۲۰۱۹، رنک مینی سریال چرنوبیل را برای اچ‌بی‌او کارگردانی کرد. رنک قبلاً نیز سه قسمت از نمایش تلویزیونی برکینگ بد و یک قسمت از مردگان متحرک را کارگردانی کرده بود. و دو فیلم سینمایی دانلود نانسی (۲۰۰۸) و فضانورد (۲۰۲۴) را در کارنامه خود دارد.